# دلبند
دلبند (به انگلیسی: Beloved) نام رمانی اثر تونی موریسون نویسندهٔ آمریکایی-انگلیسی است که در ژانویه ۱۹۸۷ منتشر شد. این کتاب پس از انتشار با استقبال منتقدان روبه‌رو شد و پس از آنکه موفق به دریافت جایزه ملی کتاب و جایزه انجمن ملی منتقدان آمریکا نشد، تعدادی از نویسندگان اعتراض کردند. در سال ۲۰۰۶، روزنامه نیویورک تایمز، دلبند را به‌عنوان بهترین رمان ۲۵ سال گذشته آمریکا انتخاب کرد. در سال ۱۹۹۳ موریسون به‌عنوان اولین زن سیاهپوست، جایزه نوبل ادبیات را دریافت کرد. در سال ۱۹۹۸ فیلم این رمان با کارگردانی جاناتان دمی و تهیه‌کنندگی و بازی اپرا وینفری ساخته شد.

## خلاصه داستان
رمان «دلبند» که پنجمین اثر داستانی موریسون است. رمان «دلبند» موریسون از آثار مهم و پر مخاطب او است. نویسنده رمان دلبند را بر اساس داستان واقعی زن برده آفریقایی- آمریکایی خلق کرد. ماجراهای داستان پس از جنگ داخلی آمریکا اتفاق می‌افتد. روایت زندگی «ست» زنی برده است با دختر کوچکش دنور از سیستم برده‌داری فرار کرده‌است. آن‌ها به ایالت آزاد اوهایو پناه بردند. با وجود این هنوز هم آزاد و رها نیست. ست سال‌ها پیش نوزاد شیرخواره‌اش را کشت تا مجبور نشود آن را به دولت و اربابان سفیدپوست بدهد اما حالا روح این کودک خانه‌اش را در سینسیناتی حضور دارد. اسم این کودک به خواننده گفته نمی‌شود اما ست او را «دلبند» می‌شناسد چراکه روی سنگ قبرش چنین چیزی نوشته شده‌است. سیستم برده داری به آفریقایی- امریکایی‌ها اجازه داشتن خانواده یا دارایی نمی‌داد. ست شخصیت اصلی داستان نیز نوزاد شیرخواره خود را کشت چراکه باور داشت با کشتن نوزادش در واقع او را نجات می‌دهد اما روح کودک خانه آنها را تسخیر می‌کند و باز هم خانواده آنها از هم می‌پاشد.

## نقد و بررسی
رمان دلبند در ادبیات انگلیسی در شمار آثار مهم و جریان‌ساز بوده‌است و بر نویسندگان مختلفی تأثیر گذاشته‌است.
علاوه بر نقد و بررسی در زبان انگلیسی این اثر در زبان‌ها دیگر از جمله فارسی هم مورد نقد و بررسی قرار گرفته‌است.
در مقاله «بررسی بحران هویت در رمان دلبند اثر تونی موریسون» آمده‌است:
رمان دلبند اثر تونی موریسون بخش مهمی از ادبیات آمریکا موسوم به ادبیات فمینیستی سیاهپوستان آمریکا به‌شمار می‌رود. در ادبیات فمینیستی سیاهپوستان آمریکا، آثاری که توسط زنان سیاهپوست نوشته شده، زن سیاهپوست همواره با ویژگی‌هایی چون سکوت، منطق‌ستیزی، همجنس‌خواهی، حیوانّیت و خشونت به تصویر کشیده شده‌است. در این ادبّیات، خشونت زن سیاهً پوست معمولاً تا سرحد قتل، آن هم قتل معشوق یا حتی طفل‌کشی پیش می‌رود. این تصویر وحشتناک از زن سیاهپوست در ادبیات فمینیستی سیاهپوستان آمریکا سبب شده تا پاره‌ای از منتقدان وی را با شخصیت افسانه‌ای مدسا همانند بدانند. هنگام خواندن این ادبیات، خواننده شخصّیت‌های افسانه‌ای از قبیل مدوسا همواره با این پرسش روبرو است که آیا این تصاویر واقعی هستند یا اینکه ساخته و پرداخته نظامی بوده که قصد بی‌هویت‌سازی و در پی آن استثمار و استعمار آنها را دارد؟
در همین ارتباط، این فرضیه را می‌توان مطرح کرد که این تصاویر وحشتناک انتخاب خود زنان سیاهپوست بوده تا به کمک آنها بتوانند بر نظام سلطه‌جویی فرهنگ غرب غلبه کنند که برای انکار هویت‌شان از هیچ تلاشی فروگذار نمی‌کند. در صورت درست بودن فرضیه پیشنهادی، این پرسش مطرح است که چنین راهکارهایی تا چه اندازه در به مخاطره انداختن این نظام استیلاگر مؤثر است؟ نظامی که مفاهیم را به صورت دو قطبی تعریف کرده و آنگاه جهت انقیاد بخش‌هایی از اجتماع، هویت آنها را به کمک مفاهیم منفی تعریف می‌کند. با توجه به این فرضیه، پرسش دیگری مطرح است که تا چه حد جنبش‌های موجود از قبیل جنبش حقوق مدنی(۱۹۵۵ –۱۹۶۸)و جنبش فمینیسم دهه‌های ۷۰–۱۹۶۰ ّ در انجام رسالت خود ـ یعنی هویت‌بخشی و اعادهی حقوق همه انسان‌ها به ویژه زنان ـ موفق بوده‌اند؟ رمان دلبند(۱۹۸۷)اثر تونی موریسون، یکی از آثار مهمی است که به خوبی نشان می‌دهد چگونه زنان سیاهپوست فمینیسم آمریکا، هویت از دست رفته خود را بازسازی می‌کنند.

## به فارسی

روی جلدِ ترجمهٔ فارسی

ترجمهٔ فارسی این اثر به قلم شیرین‌دخت دقیقیان
در نشر چشمه منتشر شده‌است، چاپ نهم سال ۱۴۰۰ منتشر شده‌است.